# Onthophagus inflatus
Onthophagus inflatus là một loài bọ cánh cứng trong họ Bọ hung (Scarabaeidae).